# Mastère Spécialisé
Mastère Spécialisé de asemenea, numit Master Specializat sau Advanced Master este diploma franceză (creată în 1986) pe care o persoană o obține după ce își termină diploma de master și continuă să studieze într-un Grande École într-un anumit domeniu. Cu alte cuvinte, o persoană trebuie mai întâi să obțină diploma de masterat înainte de a putea obține un Mastère Spécialisé.
Acești oameni sunt considerați a poseda mai multe cunoștințe avansate în domeniul pe care l-au studiat, în comparație cu cei care obțin doar o diplomă de masterat. Cursul are o durată de un an, inclusiv cel puțin patru luni de stagiu.